# Schwefelkopf
Der Schwefelkopf ist ein 773,7 m ü. NHN hoher Berg im Landkreis Hildburghausen in Thüringen an der Nahtstelle zwischen Thüringer Wald und Thüringer Schiefergebirge. Er steht in der Gemeinde Schleusegrund unmittelbar am Südufer der Talsperre Schönbrunn, nur gut 1 km nordwestlich der Ortschaft Gießübel.
Der Rücken des Schwefelkopfes zweigt am Rennsteig vom Kohlhieb (789,5 m) nach Südwesten ab und führt sich im Sommerberg (755,9 m) fort. Er wird nach Nordwesten durch die Tanne und schließlich den Nordostarm des Stausees, nach Westen durch die abfließende Schleuse begrenzt. Südöstlich ist die Neubrunn bis zu ihrer Mündung in die Schleuse in Schönbrunn (ebenfalls Gemeinde Schleusegrund) Begrenzung.

## Benachbarte Berge
Südlicher Nachbar jenseits der Neubrunn ist der 740 m hohe Holzberg aus dem Massiv des Simmersbergs, westlicher ist jenseits der Schleuse der 768,1 m hohe Kalte Staudenkopf. Jenseits bzw. innerhalb der Talsperre Schönbrunn folgt im Norden der Schmalegrundskopf (ca. 770 m) bzw. zunächst sein ca. 20 m niedrigerer Südgipfel Hohenofenkopf.
Der Rennsteig führt nach Osten zum Löffelberg, dem westlichsten Ausläufer des Eselsbergmassivs weiter über das Hohe Thüringer Schiefergebirge.